# Янг, Джонатан
Джо́натан Янг (англ. Jonathan Young; 29 сентября 1944) — американский психолог, исследователь мифологии. Куратор-основатель музея «Библиотека и архив Джозефа Кэмпбелла» (англ. Joseph Campbell Archive and Library), а также архивов Джеймса Хиллмана и Марии Гимбутас.

## Биография

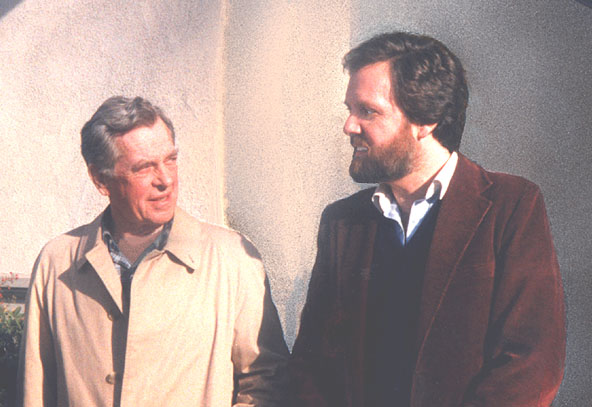
Янг вместе с Джозефом Кэмпбеллом в 1985 году

Получил доктора философии по клинической психологии в Alliant International University.
Был помощником Джозефа Кэмпбелла. В 1995 году основал Центр истории и символа, продолжив его работу по сравнительной мифологии.
Профессор Университета философских исследований.
Создатель и руководитель программы мифологических исследований в Pacifica Graduate Institute; преподаёт курсы «Мифопоэтическое воображение: взгляд на кино, искусство и литературу с точки зрения Юнга» и «Код наших душ».
Читал лекции в Гарвардском университете, Оксфордском университете, Университете Нотр-Дам и Медицинской школе Дэвида Геффена Калифорнийского университета в Лос-Анджелесе.
Привлекался в качестве продюсера-консультанта и эксперта при подготовке документального телесериала «Древние пришельцы» для телеканала History Channel. Также выступил в качестве эксперта для документальных фильмов «Антихрист», «Потерянная цивилизация», «Наследие крёстного отца», «Невообразимое зло», «Когда герои умирают: сотворение сверхчеловека / Судного дня», «Сверхъестественное и поиски души», «Книга тайн Америки», «Страшные истории», «Раскрытие: конспирологические досье», «Проклятие острова Оук», «Американский джедай», «Звёздные войны: раскрытие наследия» и «Приквелы наносят ответный удар: путешествие поклонника», а также выпуска «Ад/Вампиры/Луч смерти Теслы/Чудища скандинавского озера» документального телесериала «В поисках...» и выпуска «Творцы идолов» документального телесериала «48 часов».

## Научные труды
- Saga: Best New Writings on Mythology. Vol. 1. / Ed. Jonathan Young. — White Cloud Press, 1995. — 205 p.
- Saga: Best New Writings on Mythology. Vol. 2. / Ed. Jonathan Young. — White Cloud Press, 1999. — 224 p.
- Young J. Introdution // Eliot A.[англ.] The Global Myths: Exploring Primitive, Pagan, Sacred, and Scientific Mythologies. — New York: Continuum International Publishing Group, 1993. — 203 p.
- Young J. Joseph Campbell's Mythic Journey Архивная копия от 30 марта 2018 на Wayback Machine // New Perspectives Magazine, July 1994
- Young J. The Lost Coin Архивная копия от 8 октября 2017 на Wayback Machine // Creative Thought Magazine, January 1996
- Young J. How Fairy Tales Shape Our Lives Архивная копия от 26 сентября 2010 на Wayback Machine // Inside Journal Magazine. 1997. (перевод «Жили-были… или как сказки формируют нашу жизнь» Архивная копия от 30 марта 2018 на Wayback Machine на ИноСМИ.ру)
- Young J. A Day to Honor Saint Barbara Архивная копия от 7 декабря 2010 на Wayback Machine // Santa Barbara News-Press[англ.], 30.11.1997
- Young J. A Few Thoughts on Self-Acceptance Архивная копия от 30 марта 2018 на Wayback Machine // Confluence Magazine, August-September 2003
- Young J. Joseph Campbell. Архивная копия от 30 марта 2018 на Wayback Machine // Dictionary of Modern American Philosophy[англ.]. — Bristol, UK: Thoemmes Press, 2005. — P. 420—425.
- Young J. Mythos and Personal Story: The Life and Work of Joseph Campbell // The Journal of Transpersonal Psychology[англ.]. 2006.
- Young J. Foreword // Rosen S. J. The Jedi in the Lotus: Star Wars and the Hindu Tradition. — Huntingdon: Arktos Media[англ.], 2010. — P. 9—16. — 188 p. — ISBN 1907166114.